# Загора-Муреси
Загора-Муреси (греч. Δήμος Ζαγοράς-Μουρεσίου) — община (дим) в Греции. Входит в периферийную единицу Магнисия в периферии Фессалия. Население 5809 человек по переписи 2011 года. Площадь общины — 150,315 квадратного километра. Плотность — 38,65 человека на квадратный километр. Административный центр — Загора. Димархом на местных выборах в 2014 году избран и в 2019 году переизбран Панайотис Куцафтис (Παναγιώτης Κουτσάφτης).
Община Загора-Муреси создана в 2010 году (ΦΕΚ 87Α) по программе «Калликратис» при слиянии упразднённых общин Загора и Муреси. Община (дим) Загора-Муреси делится на две общинные единицы.